# Бінья Чан
Бінья Чан (бірм. ဗညားကျန်; 1420 — 1453) — 13-й володар монської держави Гантаваді у 1451—1453 роках.

## Життєпис
Син Бінья Дгаммарази, володаря Гантаваді. Народився 1420 року. 1421 року його батька було отруєно, а до влади прийшов стрийко Бінья Ран I. 1451 року влаштував змову та повалив свого стриєчного брата — правителя Бінья Вару. Намагався заручитися підтримкою військових та знаті, а також спирався на буддійське духівництво. Разом з тим розпочав репресії проти членів свого роду, знищивши практично усіх його представників.
Зберігав мир із сусідами. Одним із відомих його дій було підвищення висоти пагоди Шведагон з 20 до 92 м. 1453 року загинув внаслідок змови свого стриєчного брата Лейк Мінхто, який захопив трон.